# Pavone del Mella
Pavone del Mella là một đô thị thuộc tỉnh Brescia trong vùng Lombardia ở Ý. Đô thị này có diện tích 11 kilômét vuông, dân số 2593 người.
Đô thị này giáp với các đô thị sau: Cigole, Gottolengo, Leno, Milzano, Pralboino.